# Định lý de Branges
Trong giải tích phức, định lý de Branges là một định lý toán học mô tả các điều kiện cần để một hàm là một ánh xạ đơn ánh từ đĩa đơn vị lên mặt phẳng phức.
Định lý này được đặt tên theo Louis de Branges, người đã chứng minh nó vào năm 1985. Trước khi được chứng minh, định lý mới được phát biểu ở dạng giả định, gọi là giả định Bieberbach, theo tên của Ludwig Bieberbach, người phát biểu nó vào năm 1916 trong một buổi lễ. Sau năm 1985, nhiều người khác cũng đã đơn giản hóa cách chứng minh định lý này. Trong suốt thời gian chưa được chứng minh, đây đã từng là một bài toán khó trong ngành giải tích phức.

## Phát biểu
Nếu hàm f trên một đĩa đơn vị của mặt phẳng phức thỏa mãn các điều kiện sau:
- Hàm f là chỉnh hình
- Hàm f là hàm 1-1
- Tồn tại chuỗi lũy thừa bên trong của dĩa {\displaystyle f(z)=z+a_{2}z^{2}+a_{3}z^{3}+...} thì các hệ số an sẽ thỏa mãn điều kiện {\displaystyle |a_{n}|\leq n,} với mọi n.

Ở đây:
- Một hàm phức f gọi là chỉnh hình nếu nó khả vi.
- Một hàm f gọi là 1-1 hay đơn ánh  nếu {\displaystyle z_{1}\neq z_{2}\Rightarrow f(z_{1})\neq f(z_{2})}